# Rudolf Schifkorn

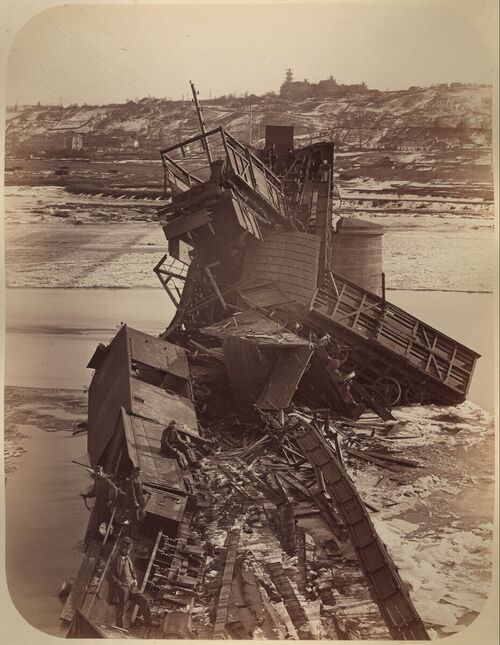
Die eingestürzte Schifkorn-Brücke über den Pruth bei Czernowitz am 4. März 1868

Rudolf Schifkorn (* 19. Jänner 1817 in Bruck an der Mur, Kaisertum Österreich; † 16. März 1882 in Wien, Österreich-Ungarn) war ein österreichischer Techniker.

## Leben und Wirken
Rudolf Schifkorn war ein Sohn des Maximilian Schifkorn, eines Kaufmanns, Beamten und Inhabers eines Knabenpensionats in Graz, und dessen zweiter Gattin, Sophia, geb. von Huber. Er besuchte von 1823 bis 1830 die Musterhauptschule in Graz, ging 1831 bei einem Galanterietischler in die Lehre und absolvierte ein technisches Studium in England. Von dort dürfte er mit dem englischen Konstrukteur der Budapester Kettenbrücke als Assistent bei deren Ausführung (1839–1845) wieder auf den Kontinent gekommen sein. 1850 wurde er durch das Ministerium für Handel und öffentliche Bauten zum Ingenieurs-Assistenten 2. Klasse ernannt, 1851 bei der österreichischen Post eingestellt und zum Werkführer der Telegraphenwerkstätte Wien ernannt. Diesen Posten bekleidete Schifkorn bis zur Auflösung derselben 1872.
1853 erhielt er ein Privileg auf ein neues Brückensystem mit gusseisernen und schmiedeeisernen Tragteilen, 1869 eines für weitere Verbesserungen an diesem. Aber auch auf anderen Gebieten bewies Schifkorn seine technischen Fähigkeiten: 1859 führte er im Rahmen seines Dienstes die Aufsehen erregende Verlegung eines Unterseekabels entlang der Küste von Triest nach Venedig durch. 1871 erhielt er ein Privileg für die Verbesserung der Papierführung des Morse-Telegraphen-Schreibapparats, 1877 ein weiteres für das von ihm entwickelte Etuischloss. Für seine Erfindungen wurde er bei mehreren internationalen Ausstellungen ausgezeichnet.

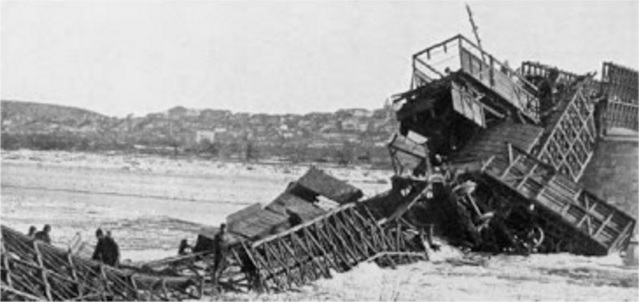
Die eingestürzte Brücke. Mit 2-achsigen Güterzugwaggons.

Mit der Entwicklung seines Brückenbausystems fand er auch in der Fachwelt vorerst größte Anerkennung. 1856 bis 1868 entstanden 116 Eisenbahnbrücken für die österreichischen Bahnen nach seinem System sowie seinen Berechnungen und Plänen. Er stand schon in Verhandlungen mit britischen und US-amerikanischen Firmen zwecks Übernahme seines Brückensystems, als am 4. März 1868 durch den Einsturz der Brücke über den Pruth bei Czernowitz dessen Konstruktionsfehler bekannt wurden. Dies führte zum Austausch sämtlicher nach seinem System erbauten Brücken bis 1894, da diese statisch überbestimmt und durch seitliche Verschiebungen der Knotenpunkte einsturzgefährdet waren.

## Schifkorn-Brücken

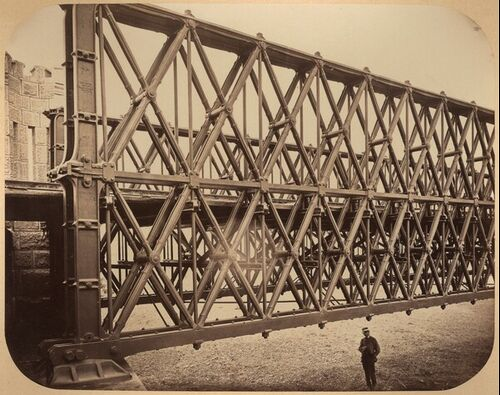
Schifkorn-Brücke über den Pruth

Die Eisenbahnbrücke über den Fluss Iser im Netz der Süd-Norddeutschen Verbindungsbahn zwischen Turnau und Eisenbrod in Nordböhmen war 1857 die erste nach dem System Schifkorns erbaute Brücke. Drei Brücken derselben Bauweise an der Böhmischen Westbahn von Prag nach Furth im Wald wurden 1860 bis 1862 errichtet. Im Jahr 1872 gab es zusammengezählt bereits um die 110 Schifkorn-Brücken mit 180 Trägern.

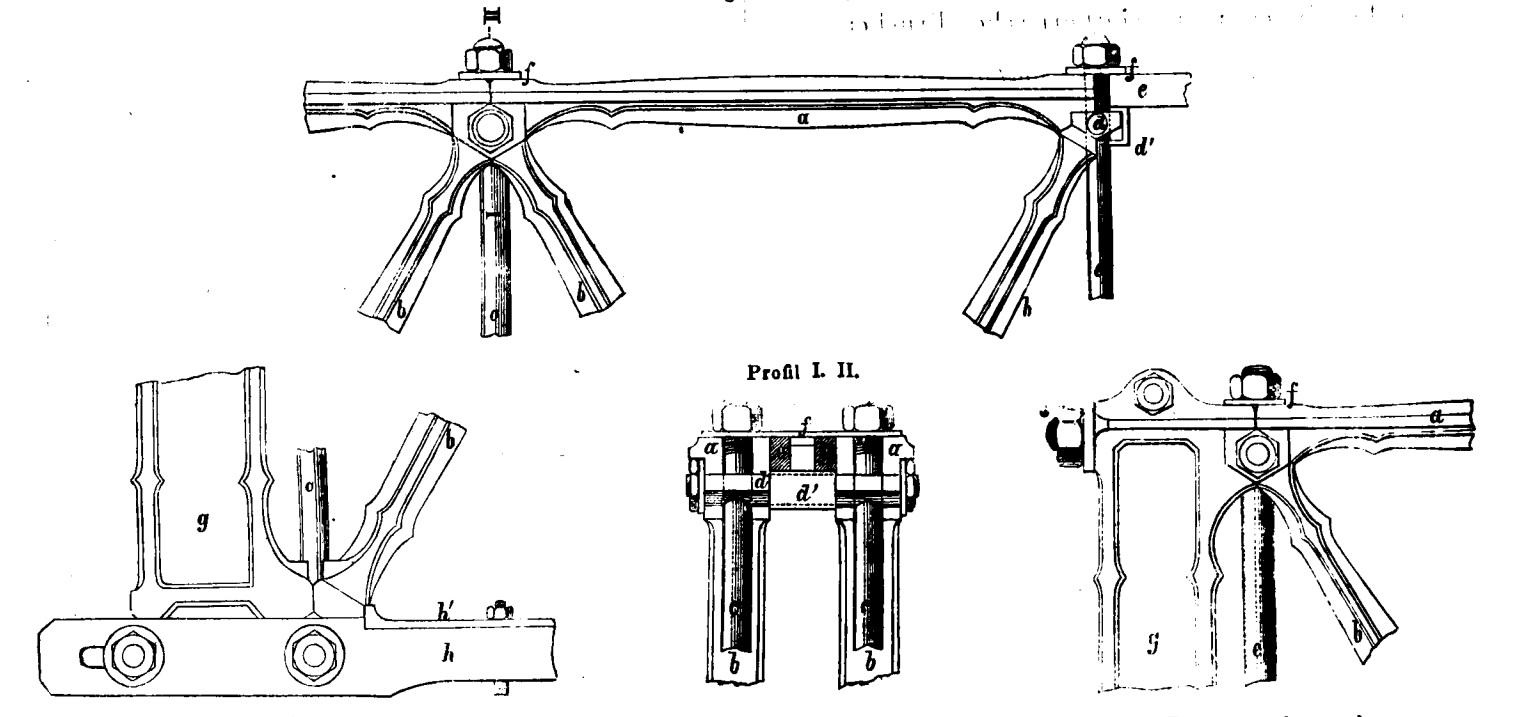
Hauptelemente der Schifkorn-Brücken

Die Schifkorn-Träger waren eine Nachbildung der Howeschen Fachwerkträger mit hölzernen gekreuzten Druckstreben und künstlich vorgespannten Vertikalstäben aus Eisen. Die gusseisernen Streben sowie der gusseiserne Obergurt bestanden aus kurzen, von Knotenpunkt zu Knotenpunkt reichenden Stücken, die sich gegen runde oder eckige Querbolzen stützen. Die einzelnen Stücke des Obergurtes wurden durch durchgehende schmiedeeiserne Längsschienen, die an den Endständern anzuspannen waren, zusammengehalten. Höhere Träger mit vierfacher Teilungszahl erhielten einen die mittleren Knotenpunkte verbindenden, ebenfalls aus Spannschienen bestehenden Mittelgurt. Der Untergurt sowie die vertikalen Rundeisenstangen waren aus Schmiedeeisen. Jeder Träger bestand aus zwei bis vier durch die gemeinsamen Querbolzen verbundenen Wänden.
Die Brücken konnten, da keine Nieten benötigt wurden, schnell aufgebaut werden, sodass in den 1860er-Jahren für die österreichischen Eisenbahnen viele Schifkorn-Brücken errichtet wurden. Nach einer durch Professor Rebhann im Eisenwerk von Zöptau durchgeführten Bruchprobe erläuterte der Ingenieur der kaiserlich-königlichen priviligierten österreichischen Staats-Eisenbahn-Gesellschaft, Wilhelm Bukowsky, 1865, dass Schifkorn bei der Übertragung des Howeschen Systems von Holz auf Eisen signifikante Konstruktionsfehler unterlaufen seien: Außer der fachgerechten Querschnittsbestimmung sei eine bessere Detailkonstruktion der oberen Gurtungen, die Beseitigung der Unterteilung der Diagonalstreben, die Weglassung der zahlreichen nicht-tragenden Bestandteile und nicht zuletzt eine fachgerechte Konstruktion der Querträger anzustreben. Nachdem die möglichen Folgen der Konstruktionsfehler der Schifkorn-Brücken durch den Einsturz der Brücke über den Pruth bei Czernowitz offensichtlich geworden waren, wurden alle Schifkorn-Brücken abgerissen und durch stabilere eiserne Brücken ersetzt.

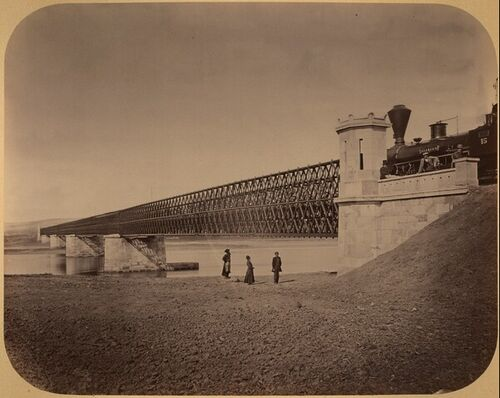
Lemberg-Czernowitzer Eisenbahn: Brücke über den Dnister bei Halicz
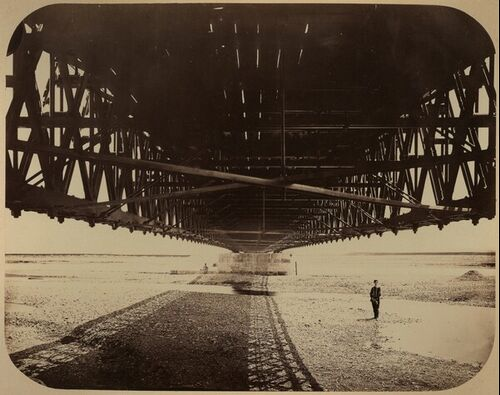
Lemberg-Czernowitzer Eisenbahn: Brücke über den Pruth bei Lubkowce
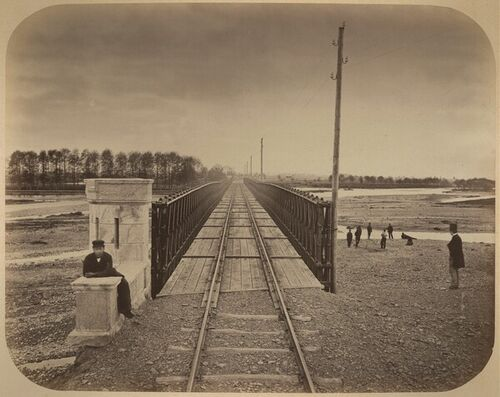
Lemberg-Czernowitzer Eisenbahn: Brücke über die Schwarze Bystrzyca
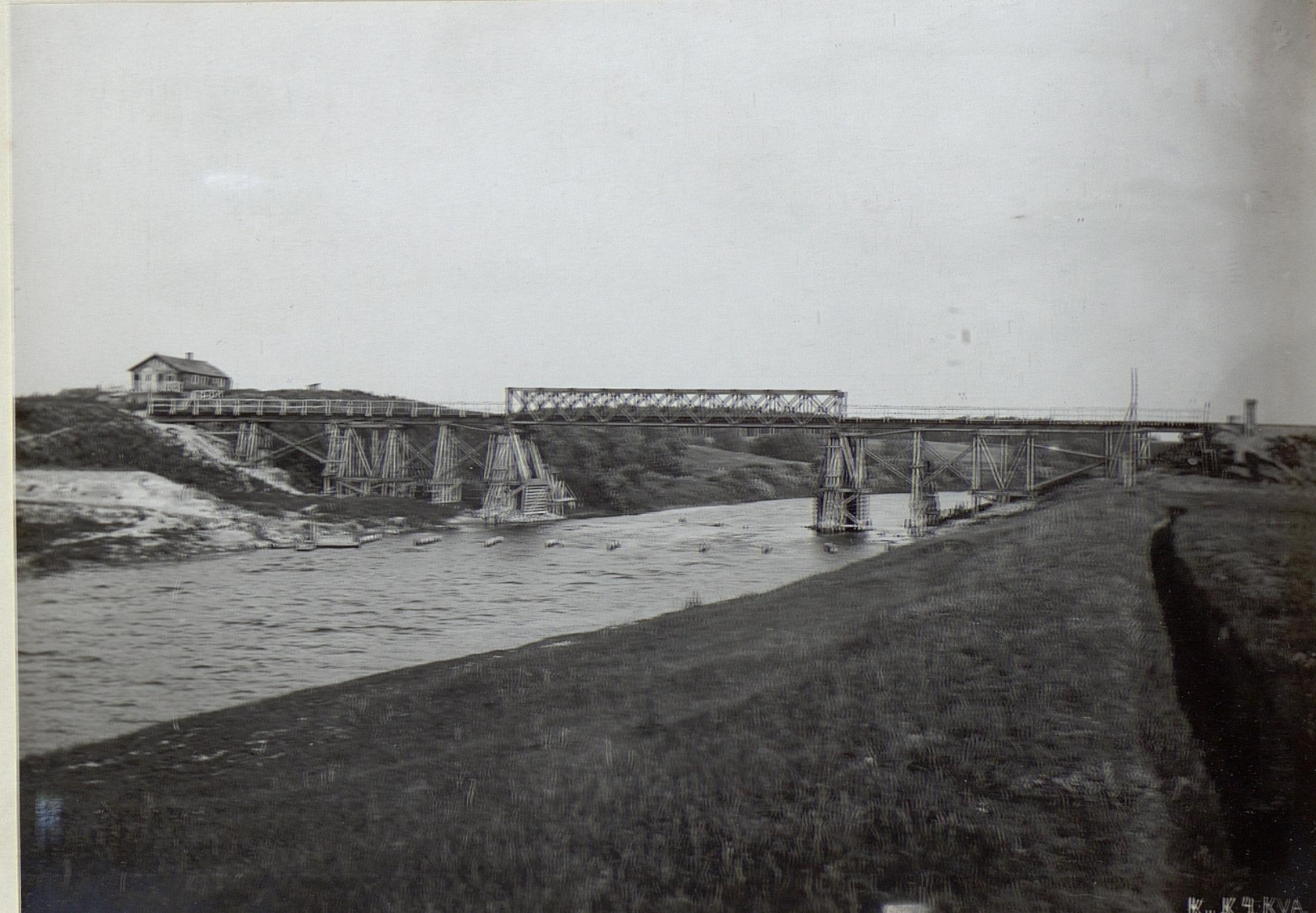
Eisenbahnbrücke über den Bug bei Neudeck
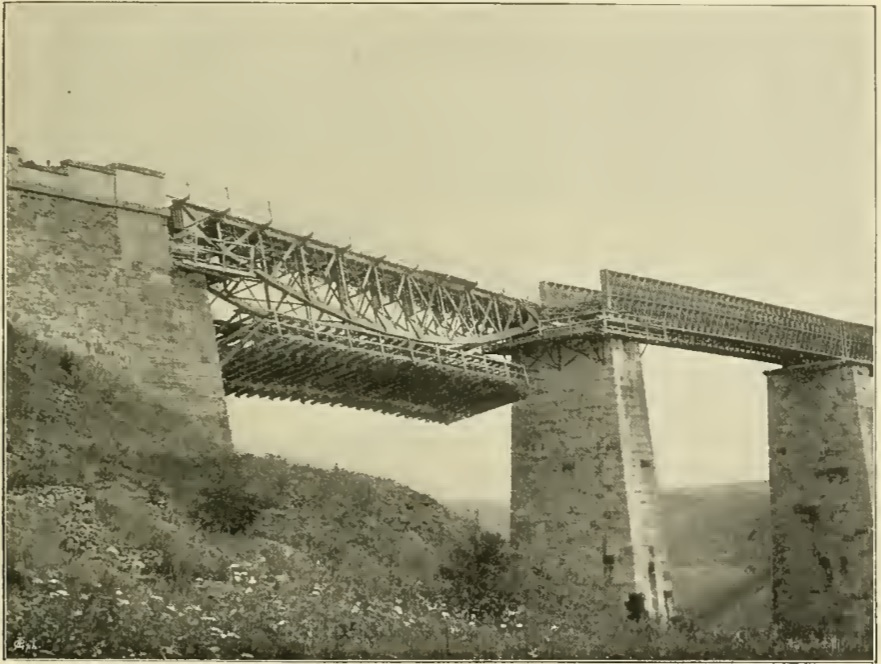
Klabawa-Viadukt bei Chrást während der Auswechslung 1892